# 岩手県立北桜高等学校
岩手県立北桜高等学校（いわてけんりつほくおうこうとうがっこう）は、岩手県二戸市石切所と二戸郡一戸町一戸字蒔前にある公立の高等学校。

## 概要
2024年4月に岩手県立福岡工業高等学校と岩手県立一戸高等学校を統合して開校した。

### 校舎
校舎制を採用しており、旧2校の校舎を利用し、学科ごとに分散して授業を行っている。
- 工業校舎（旧・福岡工業高等学校 / 〒028-6103 岩手県二戸市石切所字火行塚2-1）
- 総合校舎（旧・一戸高等学校 / 〒028-5312 岩手県二戸郡一戸町一戸字蒔前60-1）

### 設置学科
- 工業科
  - 機械システム科
  - 電気情報システム科
- 総合学科

## 沿革
- 2024年（令和6年）4月1日 - 開校。
- 2024年（令和6年）4月9日 - 開校式が行われる[1]。